# Наука (хутор)
Наука —хутор в Перелюбском районе Саратовской области в составе  Грачёво-Кустовского муниципального образования.

## География
Находится на расстоянии примерно 39 километров по прямой на запад-северо-запад от районного центра села Перелюб.

## История
Основан  в 1921 году крестьянами села Грачёв Куст как сельхозартель «Наука».

## Население
Постоянное население составляло 14 человек в 2002 году (русские 64%, башкиры 29) ,  1 в 2010 году.